# Andělé (film)
Andělé (v originále Anjeli) je slovenský hraný film z roku 2012, který režíroval Róbert Šveda podle vlastního scénáře. Navázal jím na svůj debutový celovečerní film Démoni.
Film byl uveden mimo jiné v programu Filmového festivalu inakosti a na Mezinárodním filmovém festivalu Bratislava v roce 2012. V České republice byl uveden v roce 2013 na filmovém festivalu Febiofest.

## Děj
Úspěšný divadelník Michal umírá na nevyléčitelnou rakovinu. Na chatě sepisuje paměti, ale jinak rezignoval na všechno ve svém životě. Proto je v konfliktu se svým partnerem Rafaelem, který se špatně vyrovnává s jeho nemocí i rezignací. Jednoho rána Rafael odchází z chaty pryč a Michaela zanechává pouze s ošetřovatelkou Gabrielou. Při stopování se setká s manželským párem, se nímž se opět vrací na chatu. Zde zjistí, že se u chaty objevil nemluvný mladík, o něhož se zajímá Michal. Michal se rozhodne, že si udělají Vánoce uprostřed léta. Na chatě se objeví další mladík Konštantin z nedaleké vesnice, který se chce sblížit s Rafaelem, ale tomu je to nepříjemné. Mezi přítomnými dochází ke sporům, nakonec se však všichni usmíří a Michal umírá za přítomnosti Rafaela a nemluvného mladíka, který je jeho andělem smrti.

## Obsazení
| Peter Bebjak        | Michal        |
| Kristína Farkašová  | Gabriela      |
| Jozef Zetyák        | Rafael        |
| Elena Podzámska     | Ján Jackuliak |
| Dominik Sedláček    | Konštantin    |
| Andrej Dúbravský    | anděl         |
| Dominika Zeleníková | studentka     |